# Cyberworthiness
Cyberworthiness, cibernavegabilidade ou simplesmente navegabilidade, é a propriedade ou capacidade de navegação que possui a interface de um portal na internet, ou o próprio software navegador, de facilitar ao usuário chegar ao seu destino da maneira mais segura e eficiente possível. Esta terminologia, surgida com o advento da cibernética e da navegação no ciberespaço, corresponde à qualidade da "estrutura viária" e/ou do "veículo" que dá acesso ao conteúdo das informações no portal (ou "site"). 